# Noguchiphaea yoshikoae
Noguchiphaea yoshikoae är en trollsländeart som beskrevs av Syoziro Asahina 1976. Noguchiphaea yoshikoae ingår i släktet Noguchiphaea och familjen jungfrusländor. IUCN kategoriserar arten globalt som otillräckligt studerad. Inga underarter finns listade i Catalogue of Life.